# Вагон метро типу Еж-3
Вагони метрополітену типу Еж-3 були створені на основі вагонів типу Еж, але відрізнялися зміненої електричної схемою: ставилися потужніші тягові електродвигуни ДК-116А, застосовано імпульсне регулювання напруги в режимі реостатного гальмування на високих швидкостях. Також жорсткішими стали сидіння. Вагони Еж-3 є окремим типом і не можуть експлуатуватися в одному складі з вагонами типу Е і Еж. Всі вагони Еж3 - головні
На основі вагонів Еж-3 були створені вагони Еж-6 (81-712) для секретної системи Д6 (відомішої як Метро-2). Відрізняються вони від Еж-3 здатністю роботи без контактної рейки, від акумуляторних батарей. В системі Д6 використовуються як вагони супроводу з контакторно-акумуляторними електровозами типу Л. Чотири вагони Еж-6 № 5581-5584 модернізовані в проміжні на ЗАТ «ЗРЕПС» і всі вагони крім 5582 знаходяться в складі 5680-5675-5670-5694 -5584-5583-5581-5681 пасажирського парку депо «Планерне», а вагон 5582 знаходяться в складі 5696-5582-5570-5569-5568-5567-5566-5923 пасажирського парку депо «Вихіно».

По конструкції Еж-3 майже не відрізняються від вагонів типу Е, основні відмінності - потужніші тягові двигуни ДК-116А часовий потужністю 72 кВт (проти колишньої 68 кВт) і наявність в силового ланцюга тиристорних регуляторів ослаблення збудження для плавного управління струмом збудження ТЕД при гальмуванні на високих швидкостях.

Салони вагонів
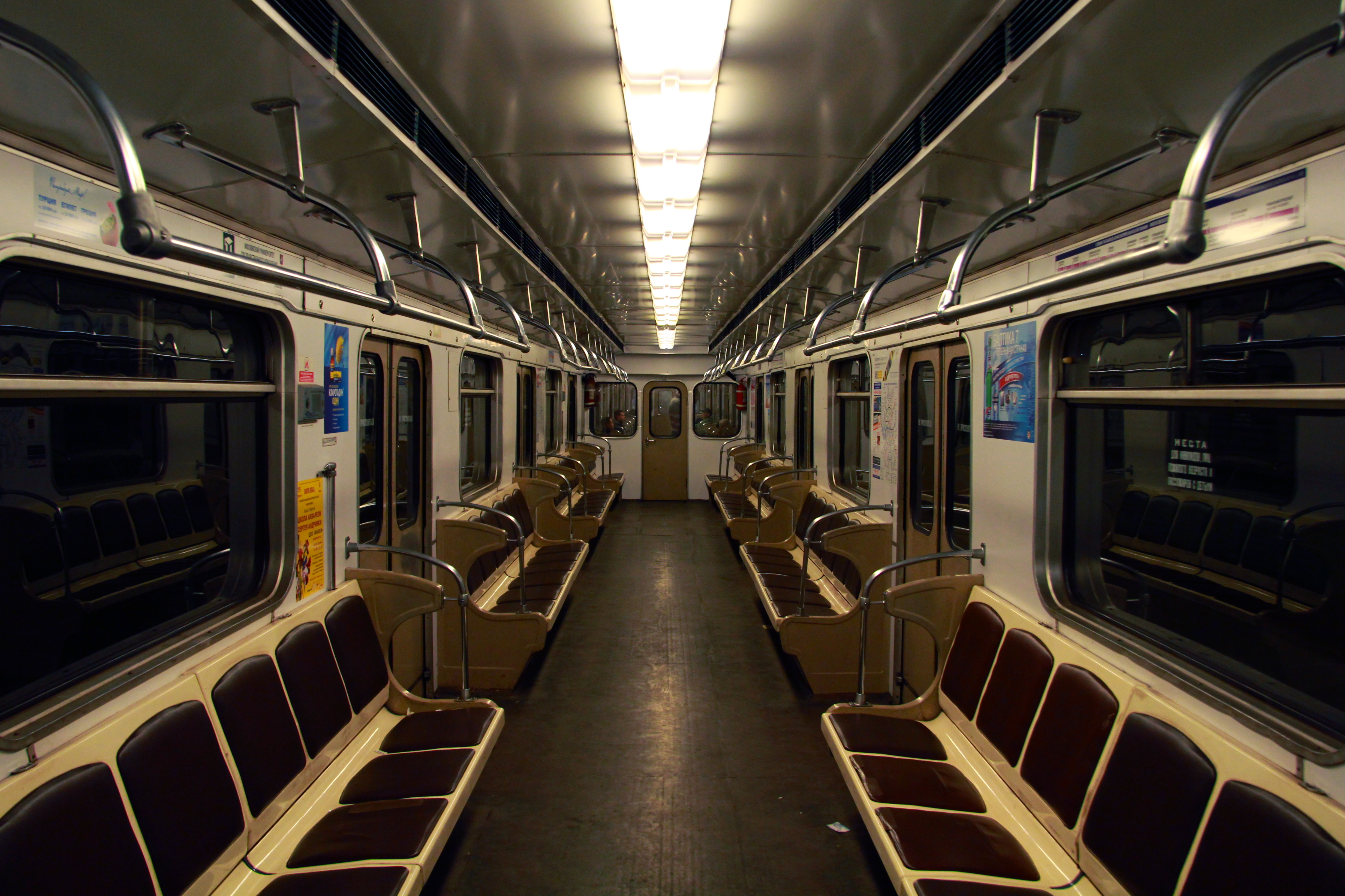
Салон вагону із короткими плафонами ламп освітлення
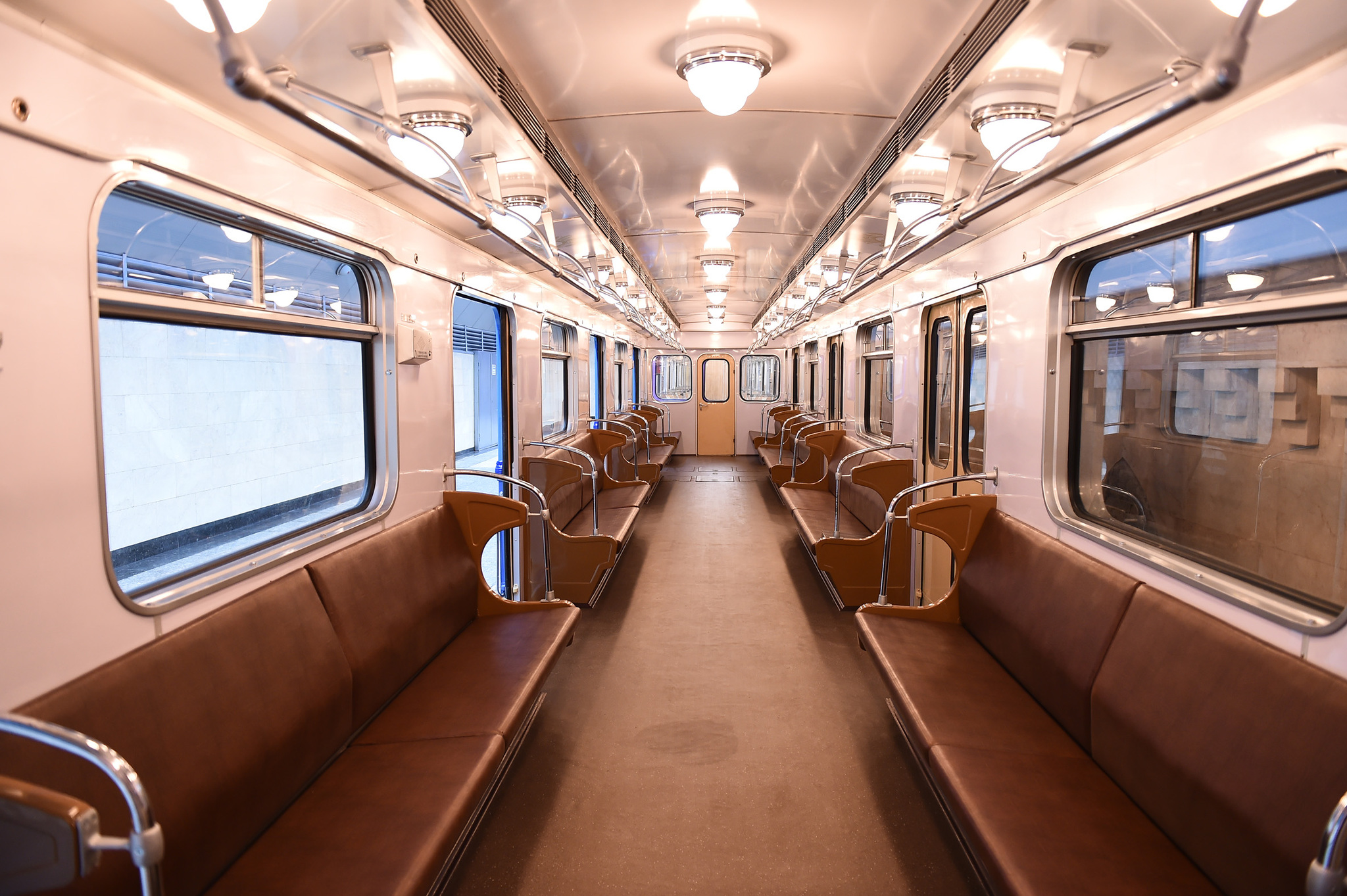
Салон вагону із окремими плафонами ламп освітлення

## Модернізації

### 81-710.1
Влітку 2017 року Харківський метрополітен відповідно до програми глибокої модернізації вагонів типу Еж-3/Ем-508Т почав власними зусиллями модернізацію вагонів типу Еж-3, частково схожу з модернізацією Е-КМ, з продовженням часу експлуатації на 25 років. Для модернізації був використаний рухомий склад з вагонами 5917—5634—5635—5617—5720. Модернізовані вагони отримали позначення типу 81-710.1 (81-710 є альтернативним позначенням поряд з Еж-3), при цьому однакове позначення було дано як головним, так і проміжним вагонам. В ході модернізації у головних вагонів була проведена заміна лобових масок кабіни машиніста на нові склопластикові маски, аналогічні встановлюються на вагони Е-КМ. Також схожим чином були оновлені обробка салону і кабіни машиніста, включаючи новий пульт управління. Між вагонами були встановлені гумові огорожі для запобігання падінню пасажирів на шляху і ускладнення проїзду пасажирів між вагонами зовні. Також в ході модернізації було замінено електрообладнання, однак на відміну від вагонів типу Е-КМ на вагони замість імпортного асинхронного приводу встановлювалися звичайні колекторні тягові електродвигуни і реостати.
Салони головних і проміжних вагонів 81-710.1 мають по 36 сидячих місць. На відміну від старих вагонів Еж-3/Ем-508Т, сидіння виконані роздільними. У тамбурних зонах обладнані стоячі накопичувальні майданчики, при цьому в проміжних вагонах з боку колишніх кабін машиніста над відсіками з обладнанням обладнані столики з горизонтальними поручнями. Оздоблення стін і стелі білого кольору, поручні, решітки системи вентиляції і безперервні світлові лінії по центру стелі конструктивно схожі з вагонами Е-КМ, але при цьому підлога має сіро-синій колір, а поручні — синій.

Після завершення модернізації 1 вересня 2017 року розпочалася регулярна експлуатація рухомого складу і перевезення ним пасажирів[6]. Другий модернізований склад був представлений влітку 2018 року, і 23 серпня почалася його регулярна експлуатація на Холодногірсько-Заводській лінії. На цей раз салон зазнав змін — були додані інформаційні табло в торцях, а також нові розділені поручні. Модернізовані 81-710.1 обслуговують пасажирів Холодногірсько-Заводської лінії. Зараз 25 вагонів модернізовано.

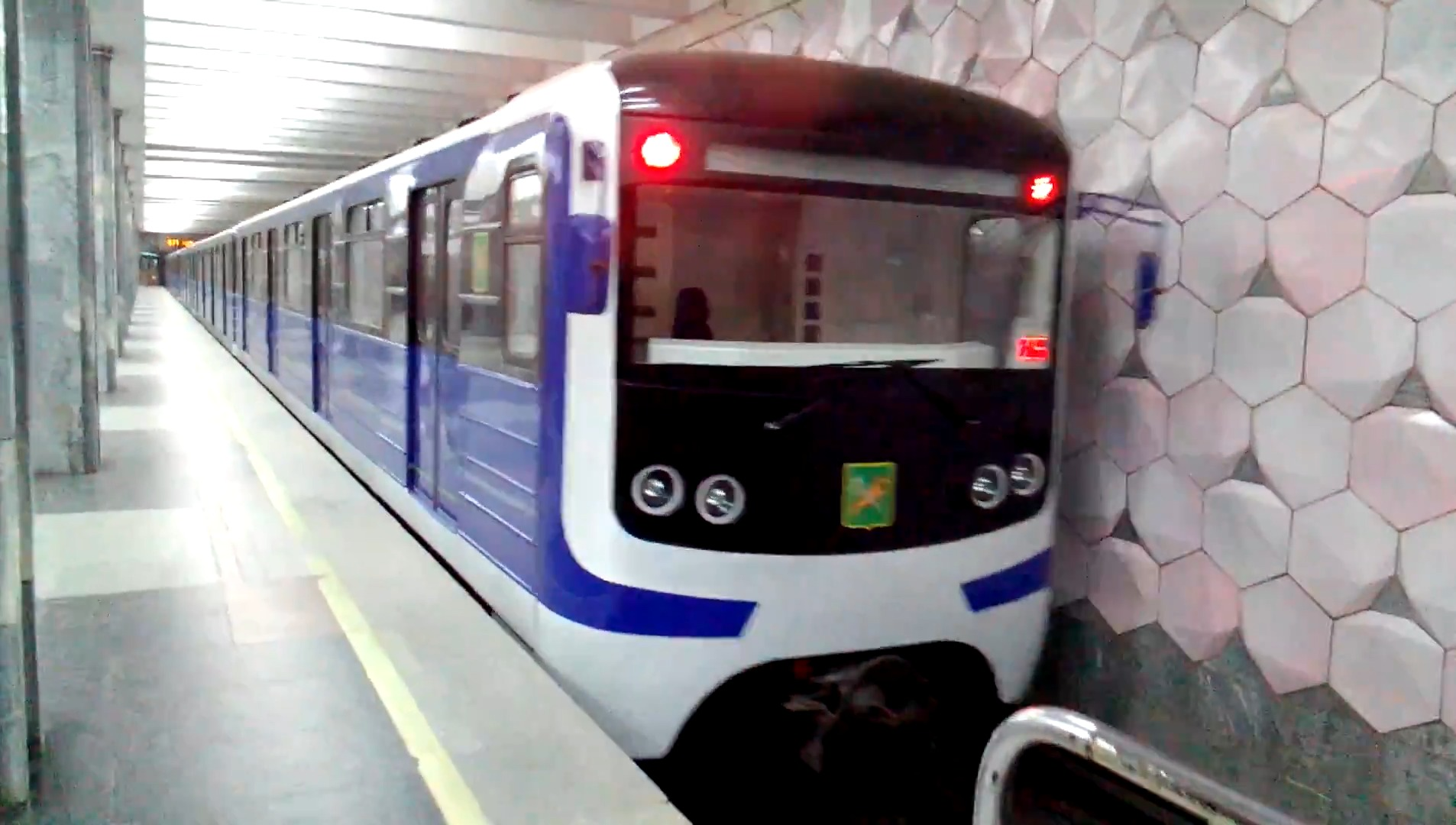
Вагон 81-710.1
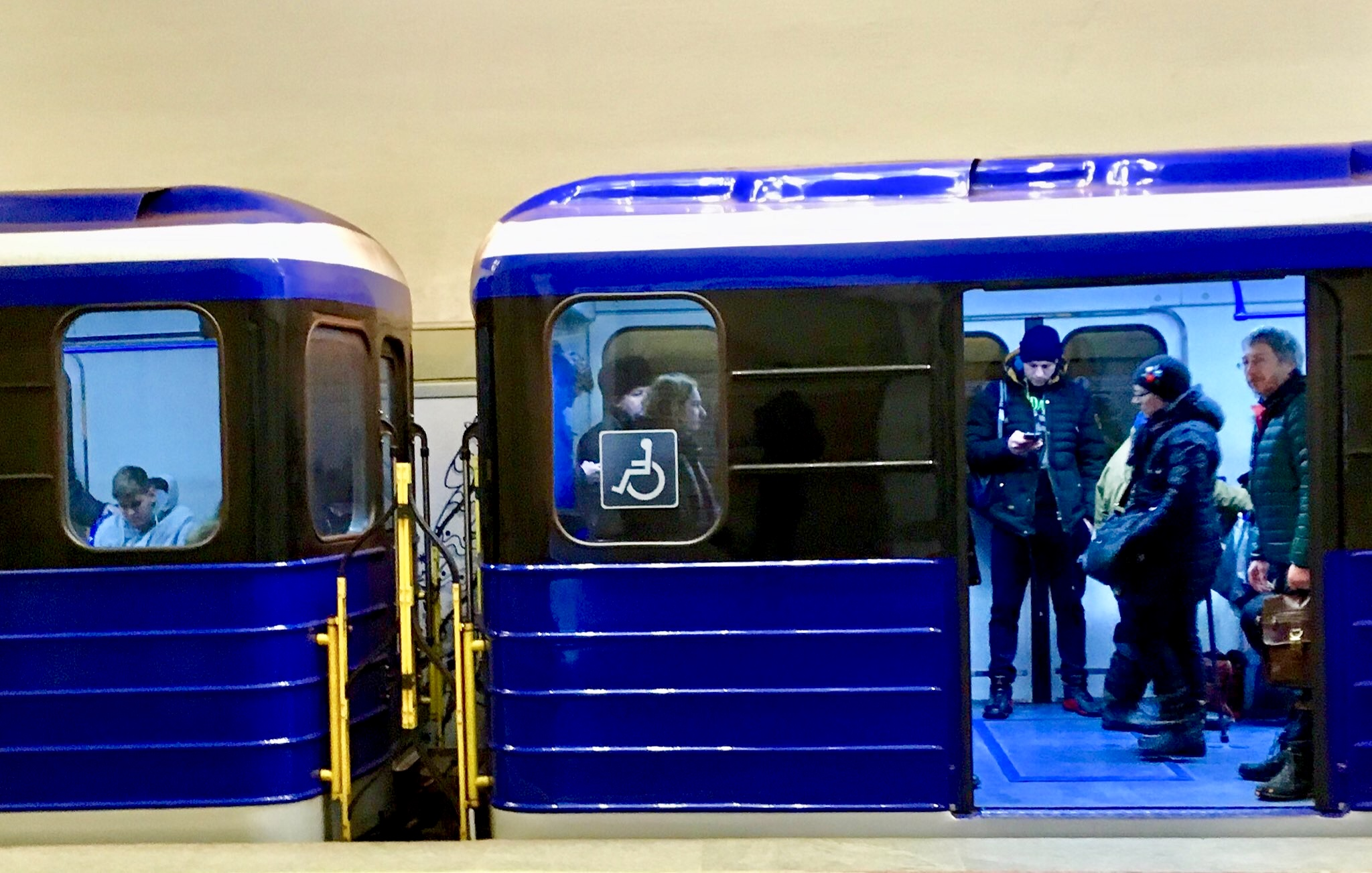
Вид збоку
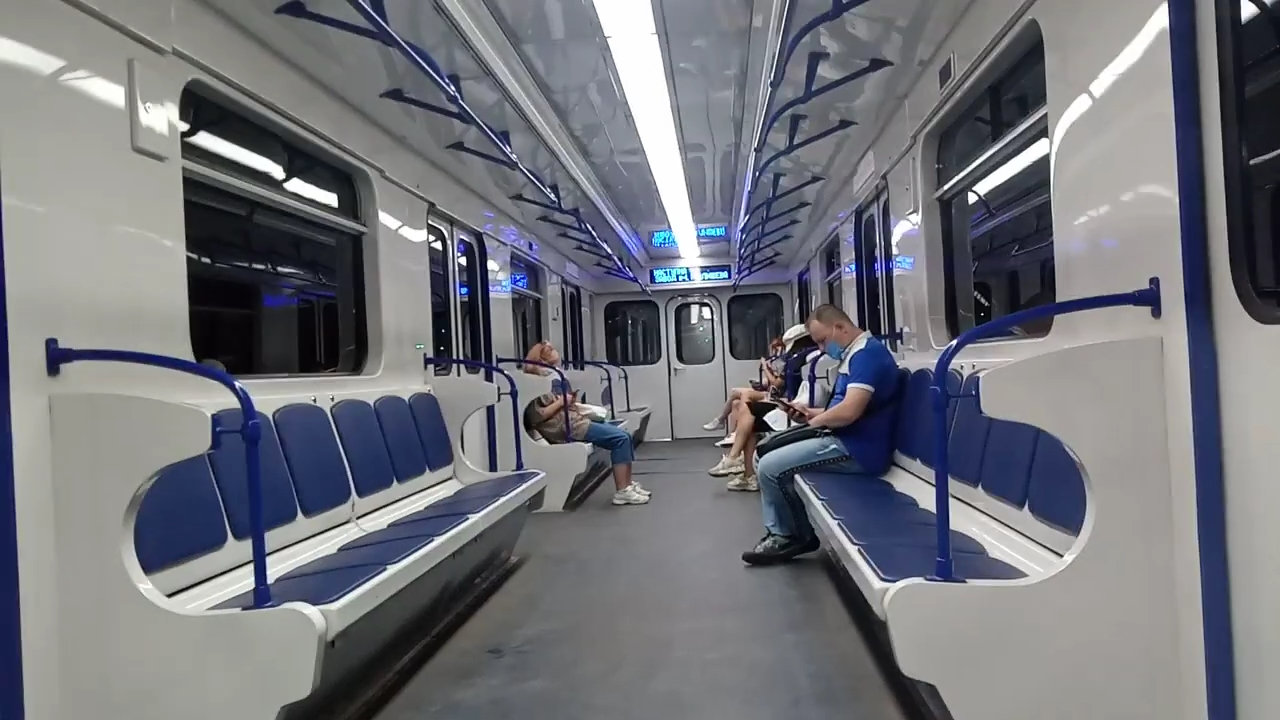
Інтер'єр

## Історія
Перші дослідні вагони № 5561-5573 у вересні-жовтні 1973 року надійшли в електродепо «Червона Пресня» для роботи на Краснопресненській лінії, а слідом за ними в вересні-листопаді наступного року прийшли вже серійні Еж-3 (всі або майже всі випущені для Москви вагони з номерами 56хх) і перші Ем508Т (№ 6398-6399, а також всі або майже всі вагони в діапазоні 6400-6443). У свою чергу, все більше старі вагони Еж, Еж-1, Ем508 і Ем509 (усі - 1972 року випуску) були відправлені в депо «Північне» для заміни вагонів метро типу Д, переданих в депо «Ізмайлово» для заміни списаних там вагонів Ам і Бм.
У 1978 році розпочато експлуатацію вагонів Еж-3 і Ем508Т на Горьківсько-Замоскворецькій лінії. Для формування поїздів в депо «Сокіл» надійшли головні вагони Еж3 (1973, 1974 і 1977 років випуску) і кілька проміжних вагонів Ем508Т з депо «Планерне» (і, можливо, з депо «Жданівське»), а також нові Ем508Т із заводу ( майже всі випущені для Москви вагони в діапазоні 6992-7091; декілька з яких надійшли тоді в депо «Планерне»), частина з яких, в зв'язку з браком вже не випускалися до того часу вагонів Еж3, була переобладнана в головні.
Вагони, із заводу в депо «Червона Пресня» і «Сокіл» не надходили, направлялися в депо «Жданівське» і «Планерне» безпосередньо.
З серпня 1980 року по жовтень 1983 всі вони, по мірі приходу нових вагонів 81-717 і 81-714, поступово передавалися в депо «Планерне». За рахунок цього в кінці вересня 1983[недоступне посилання з червня 2019] Жданівське-Краснопресненська лінія була переведена на восьмивагонного поїзда, а останні вагони з «Сокола» надійшли на неї в жовтні.
В даний час вагони Еж3 і Ем508Т в Московському метрополітені експлуатуються на Тагансько-Краснопресненській лінії (з капітальним ремонтом на ЗРЕПС), в Харківському метрополітені на Холодногірсько-Заводській лінії, в Тбіліському метрополітені на Дідубе-Самгорійській лінії і в Бакинському метрополітені (в якому майже всі вони, за станом на початок 2010 року, вже списані).